# Досье «Ипкресс» (сериал)
«Досье́ „Ипкре́сс“» (англ. The Ipcress File) — британский шпионский телесериал о холодной войне. Главные роли исполнили Джо Коул, Люси Бойнтон и Том Холландер. Премьера в Великобритании состоялась 6 марта 2022 года на канале ITV.
Сериал является вольной адаптацией романа 1962 года «Досье IPCRESS» Лена Дейтона. История была значительно переработана, сюжет и некоторые персонажи радикально изменены, добавлено много нового материала, что значительно отличает сериал от романа Дейтона.
Сериал также делает некоторые заимствования из фильма 1965 года, что наиболее заметно по использованию имён персонажей «Гарри Палмер» и «Джин Кортни», придуманных для фильма. В визуальном плане режиссер Джеймс Уоткинс делает несколько отсылок к режиссуре Сидни Дж. Фьюри, регулярно используя наклонную манеру съёмок, а местами заимствуя раскадровку некоторых сцен. Одна из самых узнаваемых отсылок к фильму — в начальных сценах первого эпизода, где показаны помол и приготовление кофе, а также самый первый кадр с очками Палмера. Уоткинс рассказывает: «[Это было] маленькое подмигивание… взгляд расфокусирован, а затем он находит фокус, когда надевает очки». Стюарт Джеффрис в «The Guardian» пишет, что «эта начальная отсылка на очки 57-летней давности — удивительный ход Джеймса Уоткинса и сценариста Джона Ходжа, учитывая их творческое предательство исходного материала в других местах».

## Сюжет
Начальник шпионской службы майор Далби даёт возможность выхода из военной тюрьмы мелкому мошеннику капралу Гарри Палмеру, предложив ему работу офицера разведки в своём небольшом, но влиятельном подразделении безопасности Уайтхолла, WOOC(P).
Расследование пропавшего британского ученого-ядерщика перерастает в дело о международном шпионаже, о чем свидетельствует содержание одноименного «Досье IPCRESS».
WOOC(P) — это (вымышленный) гражданский департамент британского разведывательного сообщества, подчиняющийся непосредственно кабинету министров. В романе он описывается как «одно из самых маленьких и самых важных разведывательных подразделений», но никогда не говорится, что именно означают его инициалы, только то, что он «временный». В первом эпизоде сериала Далби заявляет, что подразделение называется «Оперативная связь военного министерства (временная)», и радуется, что ему завидуют и МИ-5, и МИ-6.

## В ролях
- Джо Коул — Гарри Палмер, офицер разведки WOOC(P)
- Люси Бойнтон — Джин Кортни, офицер разведки WOOC(P)
- Том Холландер — майор Далби, директор WOOC(P)
- Джошуа Джеймс — Филип «Чико» Чиллкотт-Оукс, офицер разведки WOOC(P)
- Эшли Томас — Пол Мэддокс, офицер разведки ЦРУ
- Дэвид Денсик — полковник Грегор Сток
- Том Воган-Лолор — генерал Кэткарт
- Мэтью Стир — профессор Доусон, британский физик-ядерщик
- Тамла Кари — Дебора, бывшая жена Палмера
- Анна Гейслерова — доктор Полина Лавочкина, русский физик и перебежчик.

## Производство
Телеканал ITV заказал сериал в декабре 2020 года. Съемки начались в марте 2021 года в Ливерпуле и Шрусбери и продолжились в Хорватии, включая Загреб (площадь короля Томислава и Археологический музей), Сплит, Риеку и Опатию.

## Восприятие
Ник Хилтон из The Independent поставил первому эпизоду четыре звезды из пяти, похвалив его «винтажный» подход к шпионским триллерам.
Крис Беннион из The Telegraph сетует на то, что «Джо Коул ужасно плохо сыграл роль Гарри Палмера», но «остальное потрясающе», называя эту экранизацию романа Лена Дайтона «атмосферной, холодной и убедительной».
Джеймс Уолтон из The Spectator похвалил «безупречно закрученную» постановку, но сказал, что её главная цель «быть такой же крутой и стильной, как фильмы и телевидение 1960-х годов, которым она отдает дань уважения», и что «все участники будут продолжать говорить и действовать не как люди в реальной жизни, а как персонажи крутых и стильных шпионских фильмов».